# Currahee
Currahee is een berg die zich in Stephens County bevindt, dicht bij Toccoa. De benaming blijkt afkomstig van het Cherokees woord ᏊᏩᎯ (quu-wa-hi) dat 'alleen staan' betekent.
De berg is bekend dankzij Tom Hanks' en Steven Spielbergs miniserie Band of Brothers, gebaseerd op het boek Band of Brothers van Stephen Ambrose. Hierin wordt de berg gebruikt als trainingsonderdeel van de Amerikaanse paratroepers in Camp Toccoa, die de berg op en af rennen. Tegenwoordig wordt er een jaarlijkse wedstrijd gehouden en is de berg populair bij rotsklimmers en abseilers.